# Gruiu (okręg Ilfov)
Gruiu – wieś w Rumunii, w okręgu Ilfov, w gminie Gruiu. W 2011 roku liczyła 1997 mieszkańców.